# 三里塚のイカロス
『三里塚のイカロス』（さんりづかのイカロス）は、2017年の日本のドキュメンタリー映画。

## 概要
三里塚闘争（成田空港問題）を題材としたドキュメンタリー映画。『三里塚に生きる』の続編。イカロスとは『ギリシア神話』に登場する、蝋で固めた翼によって自由自在に飛翔する能力を得るが、太陽に接近し過ぎたことで、翼が溶けて墜落する人物「イーカロス」のことである。
前作では、三里塚芝山連合空港反対同盟熱田派の農民を描いていたのに対し、今作では元革共同・ML派・第四インターに所属していた、成田空港管制塔占拠事件実行犯を含む新左翼の支援者・活動家・支援妻らを中心に描く。空港反対派だけでなく、新東京国際空港公団が正式な採用を始める前からのたたき上げ（「0期生」と呼ばれる）として、数多くの地元農民と新東京国際空港の用地買収交渉と秘密会談を手掛け、後に中核派に自宅を爆破された元空港公団用地部職員の前田伸夫へのインタビューも収録されている。
本作を制作するため、クラウドファンディングを利用して、映画制作資金を集めた。
2017年（平成29年）9月9日から、東京都渋谷区のシアター・イメージフォーラムで、英語字幕付きで公開された。また、公開記念および小川紳介没後25周年として「小川プロダクション・三里塚とあの時代 1967-1973」も、アテネ・フランセ文化センターと武蔵大学提供の16ミリフィルムで9月17日まで再上映された。その後は『三里塚に生きる』の再上映を実施した。
第18回チョンジュ国際映画祭の招待作品に選ばれた。
なお、作中でインタビューを受けている中核派の元活動家岸宏一（2006年（平成18年）に中核派を離れ、2007年（平成19年）に中核派から除名）は、1981年から2006年にかけての25年間、中核派の三里塚現地責任者であった。岸がその任にあった期間中、中核派は成田空港問題を巡り、10.20成田現地闘争・東鉄工業作業員宿舎放火殺人事件・千葉県収用委員会会長襲撃事件・日本飛行機専務宅放火殺人事件・新左翼セクト同士の内ゲバなどのテロリズムを起こしてきたが、劇中の岩屋鉄塔のシーンで岸は「ぼくにとっては、活動家として人生を歩んできているなかで、（中略）国家権力との闘いがあったところの中心にいたわけで、そういう意味では恵まれていたという風にいまは総括しているんですけどもね」と述べる。しかしその後岸は中核派の現状と三里塚での失敗について語りだし、「でも、それは岸さん25年間やってたわけだから、岸さんの失敗っていうことにもなるんですよ」と代島に問われ、岸が「完全にそうですね。完全にそういうことだと思います」と答えたところで映画のエンディングを迎える。
岸は、映画撮影後の2017年（平成29年）3月26日に谷川岳連峰・東谷山への雪山スキー中に遭難し、持ち物のリュックを残して消息を絶っており、このインタビューが岸による事実上の遺言となった。なお、岸は2015年（平成27年）に出版した『革共同政治局の敗北1975～2014 あるいは中核派の崩壊』を巡り中核派の攻撃対象となっており、知人や家族に相談したうえで本作の撮影に応じている。
また、中核派は2017年（平成29年）10月9日付の機関紙『前進』で『三里塚のイカロス』について触れ、同作は脱落派の見解・国家権力が描く闘争観であり、（中核派に支援されて空港用地内での耕作を続ける反対派農家である）市東孝雄が登場することは絶対に不可能な構成になっている、脱落・転向した岸は三里塚に敵対するデタラメな主張を述べ立てている、（別の場所で行われた内ゲバやABCD問題を論い）第四インターは腐敗し国家権力中枢からの攻撃の手先に成り果てていた、（元空港公団職員・前田伸夫への爆破テロについて）農民切り崩しの張本人に鉄槌が下されたのは当然の報いだ、等として同作を批判し、「三里塚闘争はこれからだ。労農連帯で市東さんの農地を守り、軍事空港を阻止しよう！」と締めくくっている。

## スタッフ
- 制作・監督・編集：代島治彦[9]
- 撮影：加藤孝信
- 音楽：大友良英
- 写真：北井一夫
- アニメ原画：下田昌克